# عبد العزيز الجواهري
عبد العزيز عبد الحسين الجواهري يعرف أيضاً بالفارسية بـجواهر كلام (1890 - 20 نوفمبر 1976) شاعر ومترجم أدبي عراقي عاش معظم حياته في إيران. ولد في النجف ودرس فيها، هو الشقيق الأكبر للشاعر محمد مهدي الجواهري. تعلم اللغة والأدب ووضع نصب عينيه علم التاريخ، فأخذ جلّ اهتمامه ويُطوّف في البلاد الشرقية والغربية. نشر أدبه وشعره في عدد من المجلّات العربية الكبرى مثل المقتطف والهلال والبرق. ارتحل إلی إيران في 1923 وتصدر للتدريس في جامعة طهران وعاش فيها لأكثر من خمسين عامًا وتوفي بها. من مؤلفاته ديوان شعر وكتاب عن شعراء العرب والإسلام.

## سيرته
ولد عبد العزيز بن عبد الحسين بن عبد علي بن محمد حسن الجواهري في مدينة النجف سنة 1890م/ 1308 هـ. وهو شقيق الشاعر محمد مهدي الجواهري. تعدد معلموه: والده الذي قرأ عليه مقدمات العلوم، عبد الهادي شليلة البغدادي، وقضى مدة من زمن تعليمه في مدرسة الملا كاظم الخراساني الوسطى. قرأ مقدماته الأولية على والده والأدب على محمد رضا الشبيبي وحضر أبحاث عبد الهادي شليلة. اصطحب جمعاً من الأدباء ونظم الشعر. كان له اطلاع واسع بالأدب والتاريخ والفارسية ومن أساتذة الأدب العربي. تلمذ لديه جمع الأدباء. 

تعلم العربية والفارسية فأتقن تعلمهما واستثمر ذلك في الترجمة بينهما. ارتحل إلى إيران 1923 هادفًا إلى طبع موسوعته التي أسماها آثار الشيعة الإمامية. سكن طهران وترجم عن الفارسية إلى العربية شعرًا عملين من أهم الإبداعات الشعرية باللغة الفارسية: ديوان مثنوي لجلال الدين الرومي وديوان شمس الدين حافظ الشيرازي. وترجم مقدمة ابن خلدون إلى الفارسية وشرح كفاية الأصول.

توفي في طهران يوم 20 نوفمبر 1976م/ 29 ذي القعدة 1396 هـ ودفن بها.

## شعره
ذكره عبد العزيز البابطين في معجمه وقال «قصائده تجمع بين الثقافتين العربية والفارسية مما يكسبها عمقًا وحيوية وخيالاً خصبًا، وتعكس علاقته العميقة بالأعمال الأدبية الكبرى في الأدب الفارسي. يميل إلى استخدام البناء التقليدي للقصيدة العربية، وتعتمد قصيدته ضمير المخاطب الذي يمنحها بعدًا جماليًا يعبر عن خبرة بالحياة تتجلى في أبيات الحكمة المتناثرة في ثنايا القصيدة. كما تبرز نزعة التأمل في الكون والحياة والوجود.» من شعره:

## مؤلفاته
- آثار الشيعة الإمامية
- دائرة المعارف الإسلامية
- تاريخ طهران
- جواهر الآثار، ترجمة لمثنوي الرومي
- النهاية في شرح كفاية الأصول
- ديوان شعر